# Route de la Vierge-aux-Berceaux
La route de la Vierge-aux-Berceaux est une voie située dans le 16e arrondissement de Paris, en France.

## Situation et accès
Elle se trouve dans le bois de Boulogne.